# Soesilarishius flagellator
Soesilarishius flagellator – gatunek pająka z rodziny skakunowatych.
Gatunek ten opisany został w 2013 roku przez Gustavo Ruiza na podstawie 3 okazów.
Skakun o ciele długości między 2,4 a 3,3 mm. Samiec ma karapaks ciemnobrązowy z białymi łuskami, a samica jasnobrązowy z ciemnym regionem głowowym i białymi łuskami. U samców szczękoczułki, warga dolna, sternum i endyty są ciemnobrązowe, u samicy zaś żółte. Odnóża są ciemnobrązowo-żółte. Opistosoma jest ciemnobrązowa z białymi łuskami na przedniej krawędzi, z wierzchu z parą jasnych plam pośrodku i parą poprzecznych pasów z tyłu, a u samicy jeszcze z kremowym spodem. Kądziołki przędne samicy są jasnobrązowe, u samca przednie są żółte, a pozostałe ciemnobrązowe. Samiec ma bardzo długi embolus, nieco wydłużone tegulum i ostrą, silnie zakrzywioną brzusznie apofizę retrolateralną. Samica ma epigyne z nieco rozbudowaną kieszonką środkową i bardzo długie, nitkowate przewody kopulacyjne.
Pająk neotropikalny, znany tylko z Parku Narodowego Serra das Confusões w brazylijskim stanie Piauí.